# 陳文靈
陳文靈（1924年3月5日—2021年1月18日），越南共和國法官，原越南共和國最高法院主席。

## 生平
1924年3月5日，陳文靈出生於南圻邊和省隆祿村。
1951年陳文靈畢業於西貢法律大學，取得法律執業學位。
畢業後的陳文靈進入西貢一審法院，擔任副檢察官。1954年和1955年，先後任永隆和美湫一審法院檢察官。
陳文靈於1968年至1969年，1971年至1975年兩次出任越南共和國最高法院主席一職。1975年越南共和國政權倒臺後，陳文靈於5月抵達美國，再重新回到大學學習後，取得了碩士學位。
2021年1月18日，陳文靈在美國路易斯安那州巴吞魯日逝世，享壽97歲。

## 個人生活
陳文靈是佛教徒，法名廣智（Quang Trí）。已婚，育有五女。

## 榮譽
- 五等保國勳章[4][1][2]